# Frankenia salina
Espèce

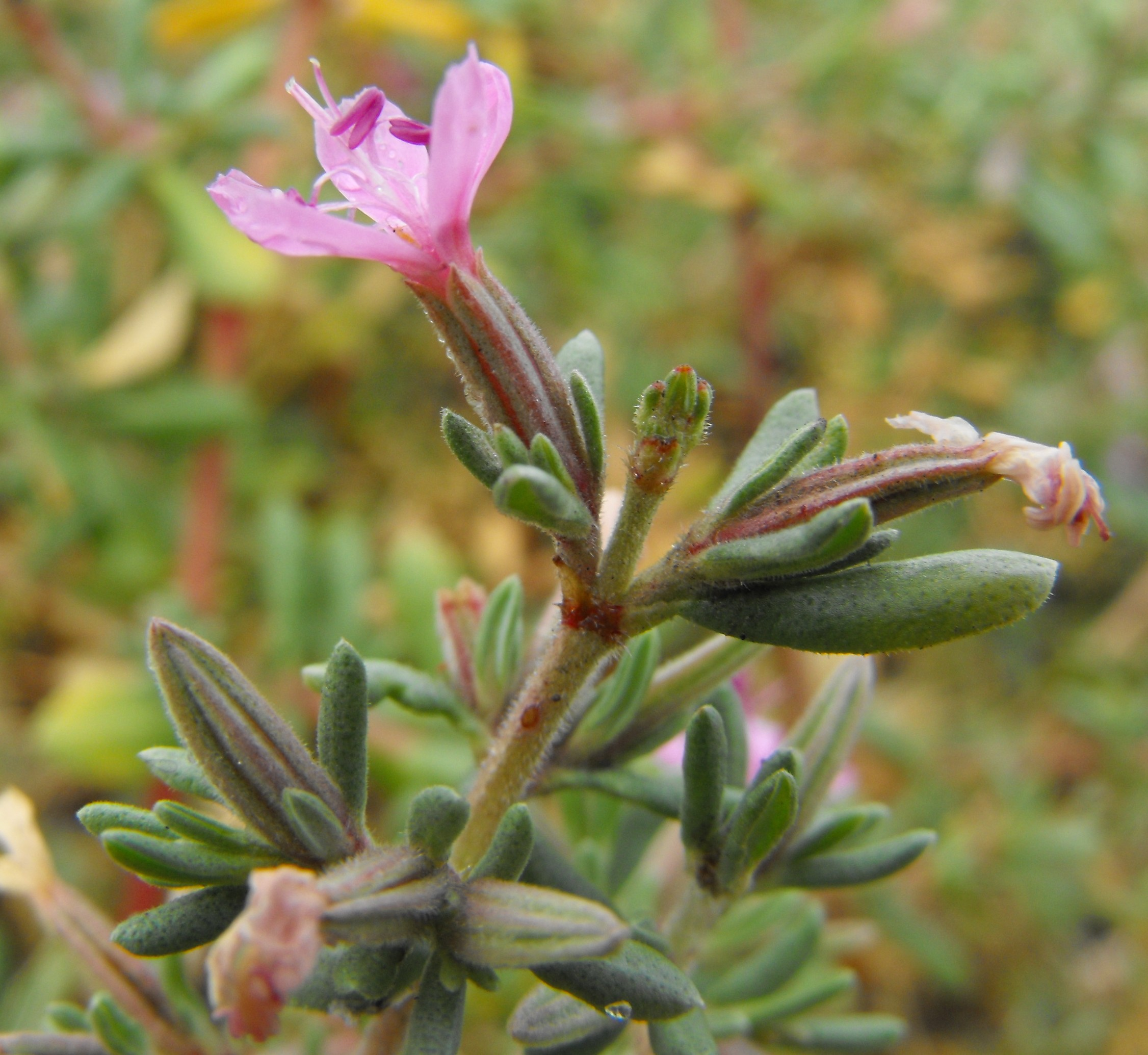
Plan rapproché d'une fleur.

Frankenia salina est une espèce de plantes dicotylédones de la famille des Frankeniaceae. En anglais, elle porte les noms vernaculaires d’Alkali heath et d’Alkali seaheath. C'est une plante herbacée vivace originaire des États-Unis (Californie et Nevada), du Mexique et du Chili. Cette espèce reste rare même dans la région où elle est le plus susceptible d'être rencontrée, juste au nord de la région de la baie de San Francisco.

## Description et habitat
C'est un buisson trapu à fleurs qui forme un fourré de brindilles près des plages et des marais salants côtiers de Californie. Son nom commun fait référence à sa préférence pour les sols alcalins en tant qu'halophyte. Il a la capacité d’excréter du sel pour s’adapter à la vie dans des habitats salins. Les fleurs sont de couleur rose ou fuchsia.

## Systématique
Le nom correct complet (avec auteur) de ce taxon est Frankenia salina (Molina) I.M.Johnst..
L'espèce a été initialement classée dans le genre Ocimum sous le basionyme Ocimum salinum Molina.
Frankenia salina a pour synonymes :
- Franca grandifolia (Cham. & Schltdl.) Greene
- Frangula grandifolia Cham. & Schltdl.
- Frankenia berteroana Gay
- Frankenia campestris (A.Gray) Hoover
- Frankenia campestris (A.Gray) Tidestr.
- Frankenia grandiflora var. micrantha (Gay) Gay
- Frankenia grandiflora var. micrantha (Gay) Gay ex W.L.Bray
- Frankenia grandifolia campestris (A.Gray) A.E.Murray
- Frankenia grandifolia var. campestris A.Gray
- Frankenia grandifolia var. micrantha (Gay) Gay
- Frankenia grandifolia var. micrantha (Gay) Gay ex W.L.Bray
- Frankenia grandifolia Cham. & Schltdl.
- Frankenia latifolia C.Presl ex Schult. & Schult.fil.
- Frankenia micrantha berteroana (Gay) W.L.Bray
- Frankenia micrantha Gay
- Frankenia salina micrantha (Gay) Gunckel
- Frankenia salina var. micrantha (Gay) Gunckel
- Ocimum salinum Molina
- Velezia latifolia Eschsch.